# الخسائر (مسلسل تلفزيوني)
الخسائر (بالإنجليزية: Casualty)‏ هو مسلسل دراما طبية تم إنتاجه في المملكة المتحدة. بدأ عرضه في سنة 1986. بلغ عدد حلقاته 1050 حلقة، وتبلغ مدة الحلقة الواحدة 60 دقيقة. المسلسل من تأليف جيريمي بروك ، تم بث المسلسل لأول مرة بتاريخ 6 سبتمبر 1986 يعرض بشكل أسبوعي على بي بي سي وان. هو أطول مسلسل عن الدراما الطبية في العالم. تقع أحداث القصة في مستشفى مدينة هولبي الخيالي ويركز على الموظفين والمرضى في قسم الطوارئ التابع له. من طاقم التمثيل بريندا فريكر وجورج هاريس.

## وصلات خارجية
- الخسائر على موقع IMDb (الإنجليزية)
- الخسائر على موقع روتن توميتوز (الإنجليزية)
- الخسائر على موقع كينوبويسك (الروسية)
- الخسائر على موقع ألو سيني (الفرنسية)
- الخسائر على موقع قاعدة بيانات الفيلم (الإنجليزية)

الخسائر  في قاعدة بيانات الأفلام على الإنترنت (بالإنجليزية)